# 안테이
안테이(安貞, あんてい)는 일본의 연호(元号) 중 하나이다.
- 전후: 가로쿠(嘉禄) 이후 - 간키(寛喜) 이전.
- 시기: 1227년 ~ 1228년
- 천황: 고호리카와 천황
- 쇼군: 가마쿠라 막부의 후지와라 노 요리쓰네
- 싯켄: 호조 야스토키

## 개원(改元)
- 가로쿠 3년 12월 10일(율리우스력 1228년 1월 18일), 천재지변이 계속된데다, 포창까지 유행해 개원.
- 안테이 3년 3월 5일(율리우스력 1229년 3월 31일), 간키로 개원된다.

## 출전
『주역』의 「安貞之吉、応地无疆」.

## 서력과의 대조표
| 안테이 | 원년   | 2년    | 3년    |
| ------ | ------ | ------ | ------ |
| 서력   | 1227년 | 1228년 | 1229년 |
| 간지   | 정해   | 무자   | 기축   |

## 같이 보기
- 일본의 연호 일람

| 이전 가로쿠 | 일본의 연호 1227년 ~ 1229년 | 다음 간키 |